# Galleria degli Uffizi
Galleria degli Uffizi je světoznámá galerie výtvarného umění v italské toskánské Florencie, prototyp renesanční galerie. Je umístěna v paláci Uffizi, dlouhé dvoutraktové budově, rozdělené úzkým dvorem, která spojuje hlavní náměstí (Piazza della Signoria) a Starou radnici (Palazzo Vecchio) s nábřežím řeky Arno. Je to nejnavštěvovanější galerie ve Florencii a čekací doba návštěvníků u vstupu může zabrat i několik hodin. 

## Sbírky

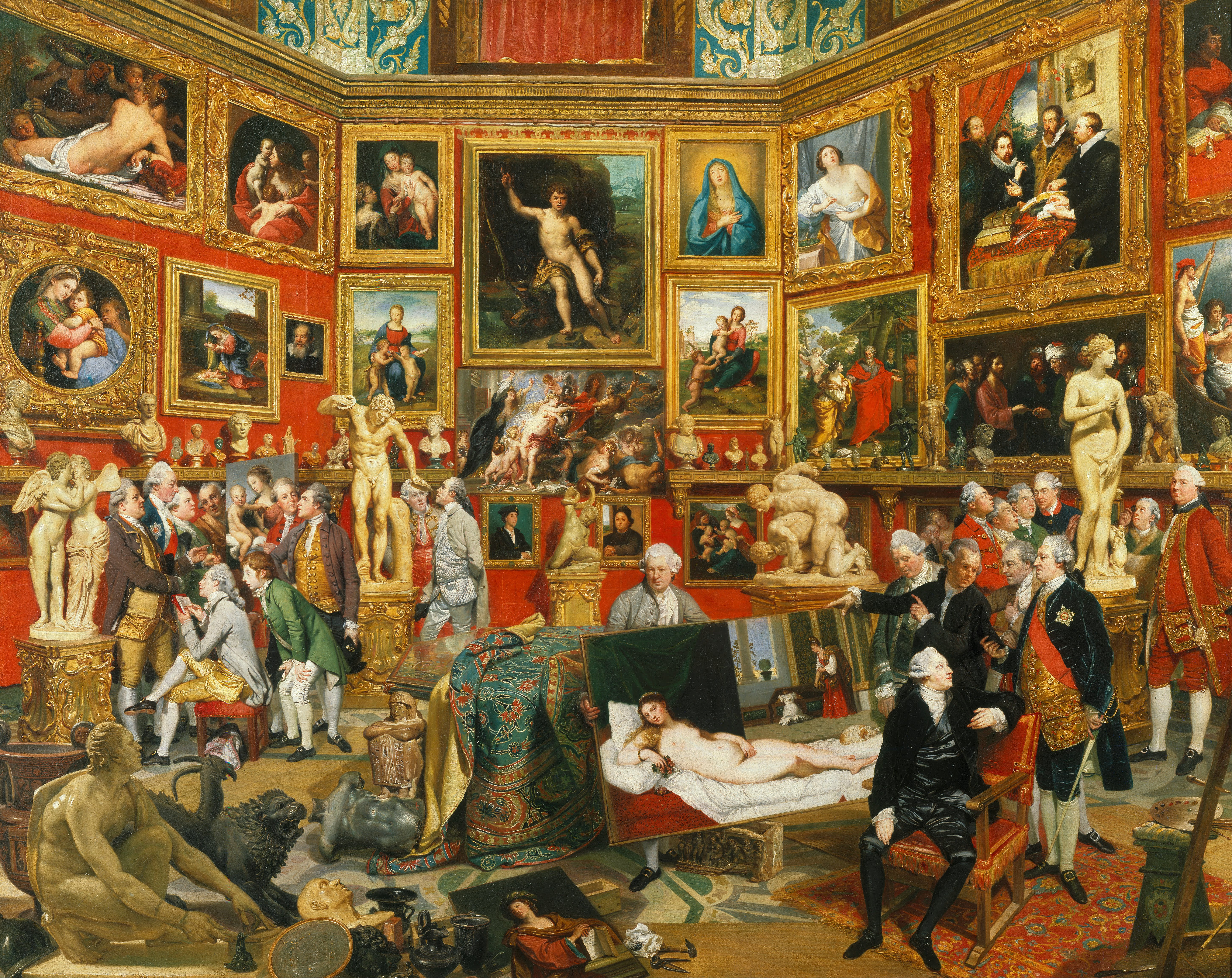
Johan Zoffany: Tribuna galerie Uffizi koncem 18. století

Galleria degli Uffizi zachycuje v průřezu výtvarnou tvorbu od antického Říma až po romantismus 19. století. Kromě malířství a sochařství jsou zastoupena také umělecká řemesla, z nich k nejvýznamnějším patří kolekce renesančních a raně barokních tapisérií.
- Malba: chronologie malby je přehledně uspořádána v očislovaných sálech a postupuje shora dolů. Sály gotické malby č. 1 až 6 začínají anonymními díly z doby kolem roku 1250. Ze slavných mistrů jsou svými díly zastoupeni: Cimabue, Duccio, Giotto, Fra Angelico, Simone Martini, Lorenzo Monaco, Fra Filippo Lippi, Piero della Francesca a Paolo Uccello; renesanci 7. sálem zahajuje Masaccio, následují Andrea Mantegna, Sandro Botticelli, Leonardo da Vinci, Lucas Cranach starší, Albrecht Dürer, Hugo van der Goes, Giovanni Bellini, Parmigianino, Michelangelo Buonarroti, Raffael Santi, Tizian, Paolo Veronese, Peter Paul Rubens, Caravaggio, Anton van Dyck, Rembrandt aj. Hlavní pozornost návštěvníků poutají Boticelliho sály 10–14 se Zrozením Venuše, sál 15 s díly Leonarda da Vinciho, nebo Tizianova Venuše Urbinská.

- Kromě přibližně chronologicky řazené obrazárny a národních škol jsou specializované sály: v kolekci autoportrétů malířů jsou zastoupeni mistři od 15. do první poloviny 20. století, například Andrea del Sarto, Bronzino, Gianlorenzo Bernini, Rembrandt, Jan Kupecký, Eugène Delacroix nebo Jean Dominique Ingres. V osmibokém sále soukromé medicejské galerie je středem zájmu Medicejská Venuše. Následuje mj. kabinet miniatur, kabinet kresby a grafiky, nebo genealogie vévodů lotrinských.

- Sochařství: Galerie začíná ve třetím patře antickými sochami, jejich kopiemi a replikami a renesančními portréty.

## Historie

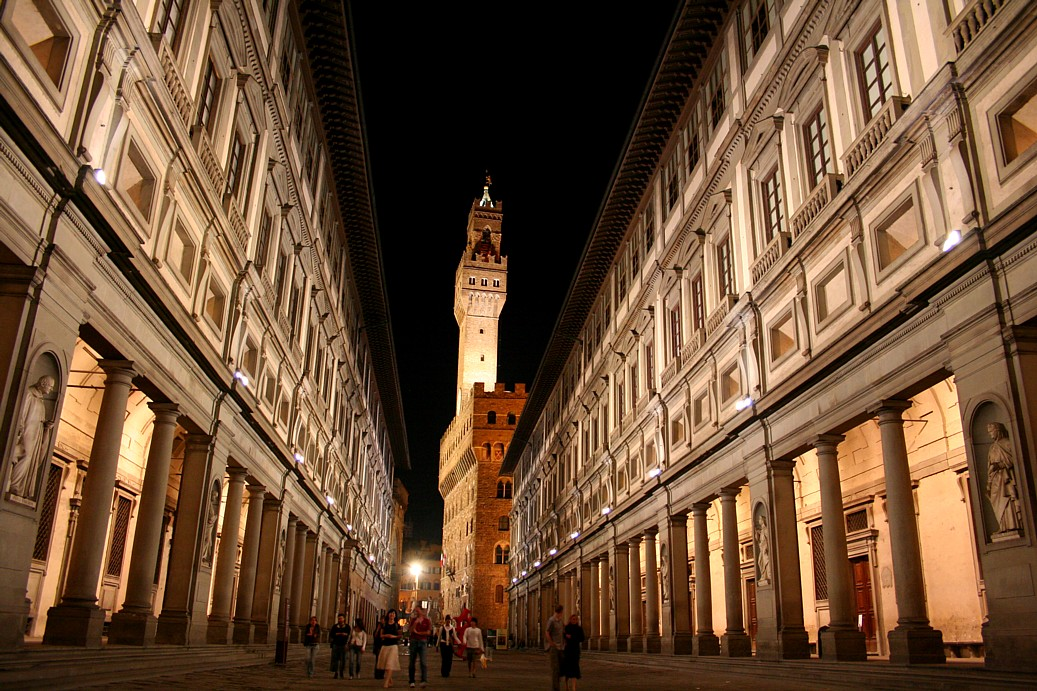
Noční pohled ze dvora galerie směrem od řeky, v pozadí Palazzo Vecchio

Stavbu paláce započal pro toskánského velkovévodu Cosima I. Medicejského v roce 1560 slavný italský architekt, dvorní malíř Medicejských a životopisec florentských umělců Giorgio Vasari. Měly v něm být umístěny kanceláře florentských úřadů, odtud název Uffizi, tj. kanceláře. Arkády (italsky galleria) v horních patrech byly později zaskleny a sloužily jako výstavní místnosti vévodových sbírek, takže slovo galleria dostalo význam výstavní místnosti, muzea výtvarných umění. Uffizi bývala po několik století největší galerií světa, dokud jí nepřekonala sbírka pařížského Louvru.
Po Vasarim pokračoval ve stavbě Alfonso Parigi starší a po něm Bernardo Buontalenti. Palác byl dokončen v roce 1581. Je to stavba na půdorysu ve tvaru písmene U, sestávající z kanceláří, z nichž každá byla určena pro 13 administrativních pracovníků. Vnitřní nádvoří je úzké a dlouhé a na konci se branou otvírá k řece Arno, nad ní je socha objednavatele v římské zbroji a po ní v klenáku medicejský erb. Po obou stranách dvora se otevírají lodžie v manýristickém rytmu dórského řádu, kde vždy po dvou sloupech následuje pilíř s nikou a sochou. Lodžie člení prostor, aniž by jej zmenšovaly. Vasari zvýraznil perspektivu dlouhého prostoru použitím průběžných říms mezi patry i pod střechou a vypracoval systém kruhů a diagonál. Když se na stavbu zadíváte pozorněji, tak může přípomínat koňskou podkovu. Výklenky v pilířích byly v 19. století vyplněny sochami slavných umělců (např. Leonardo Da Vinci, Michaelangelo, Mary Bealeová, Carlo Dolci).

## Ze sbírek galerie

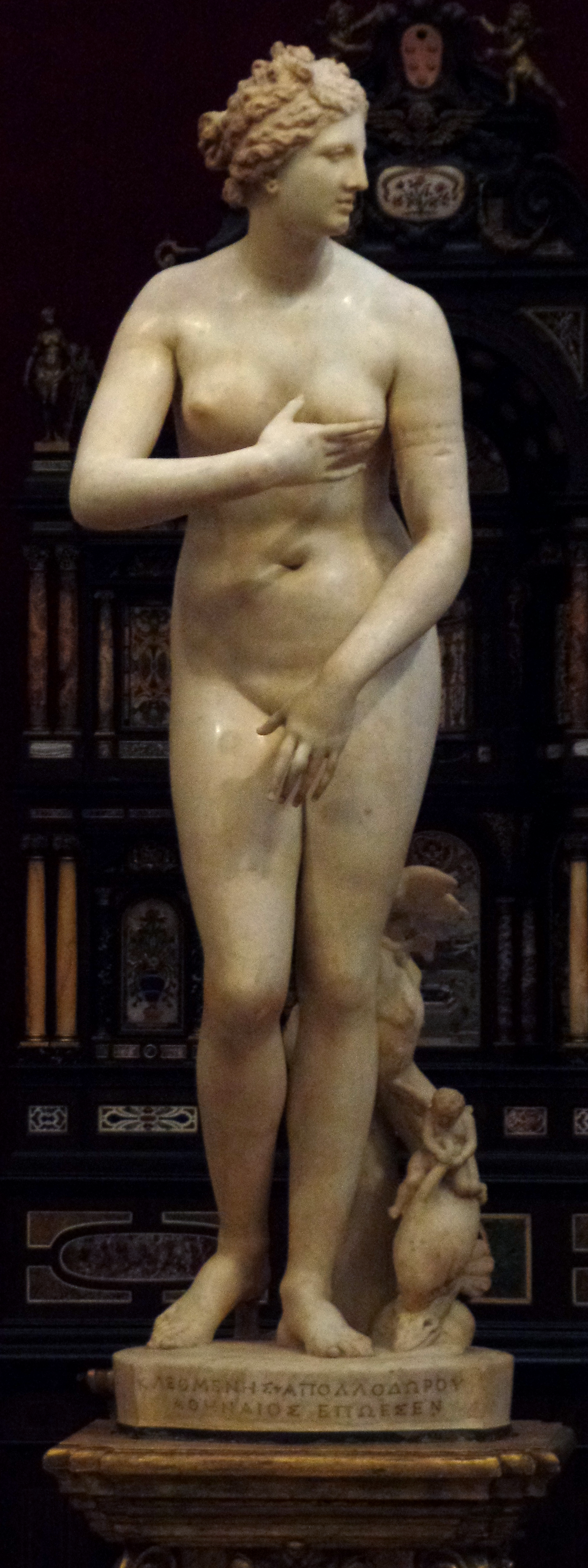
Medicejská Venuše, římská kopie podle Praxitela
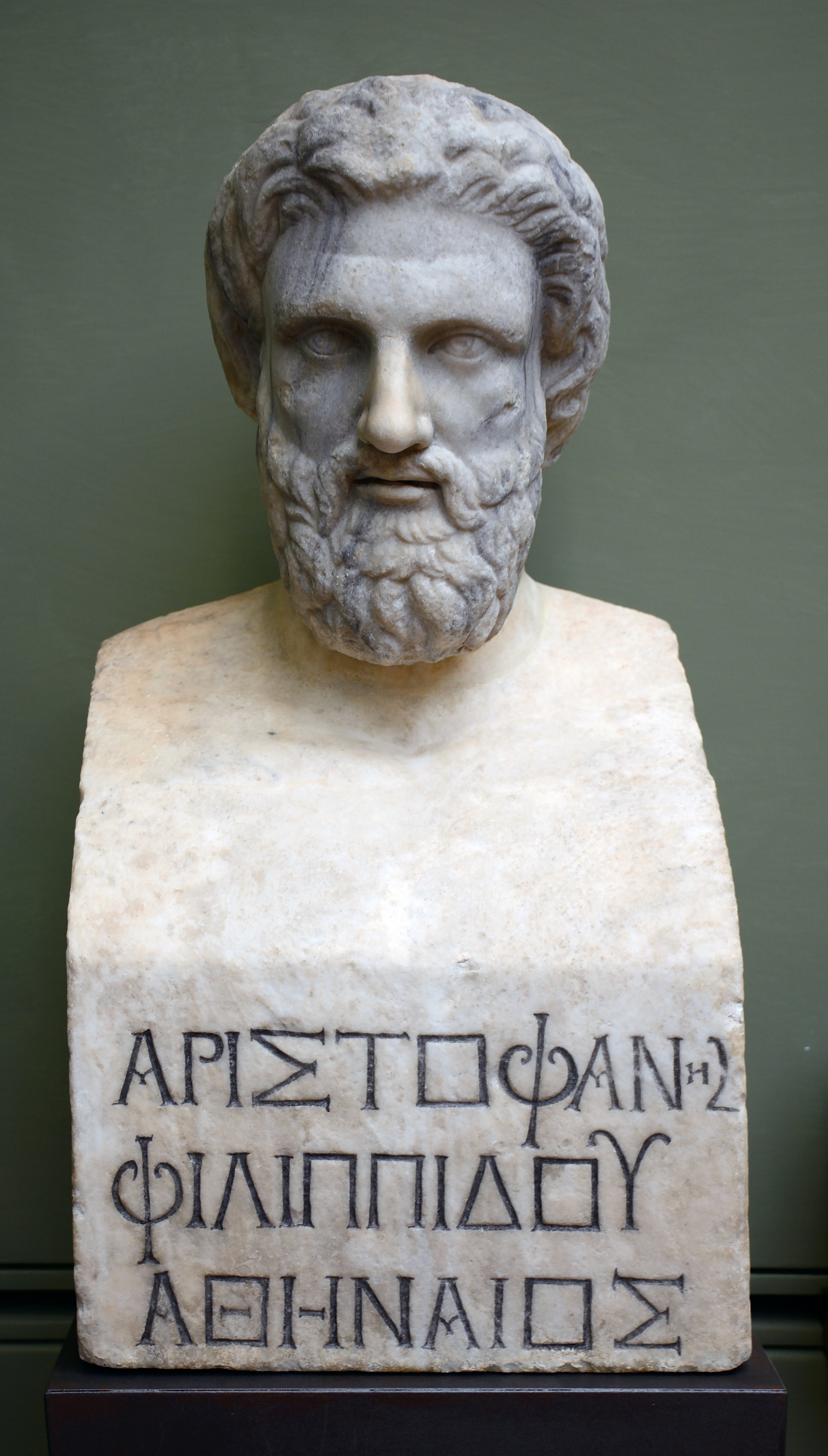
Aristofanés (?), římská herma
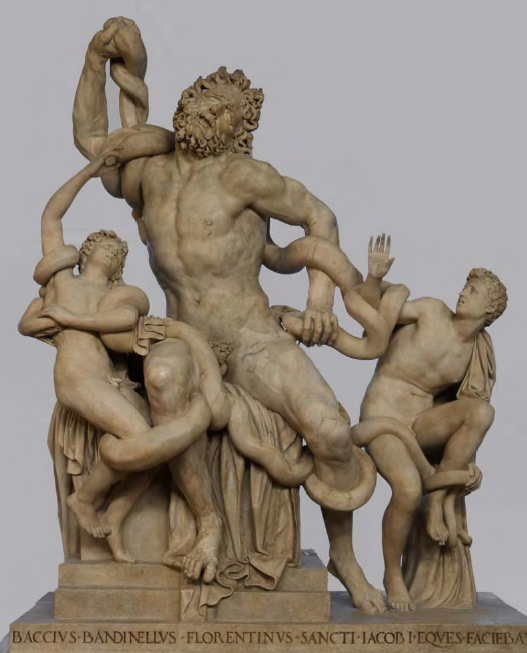
Baccio Bandinelli: Replika Lakoonta a synů
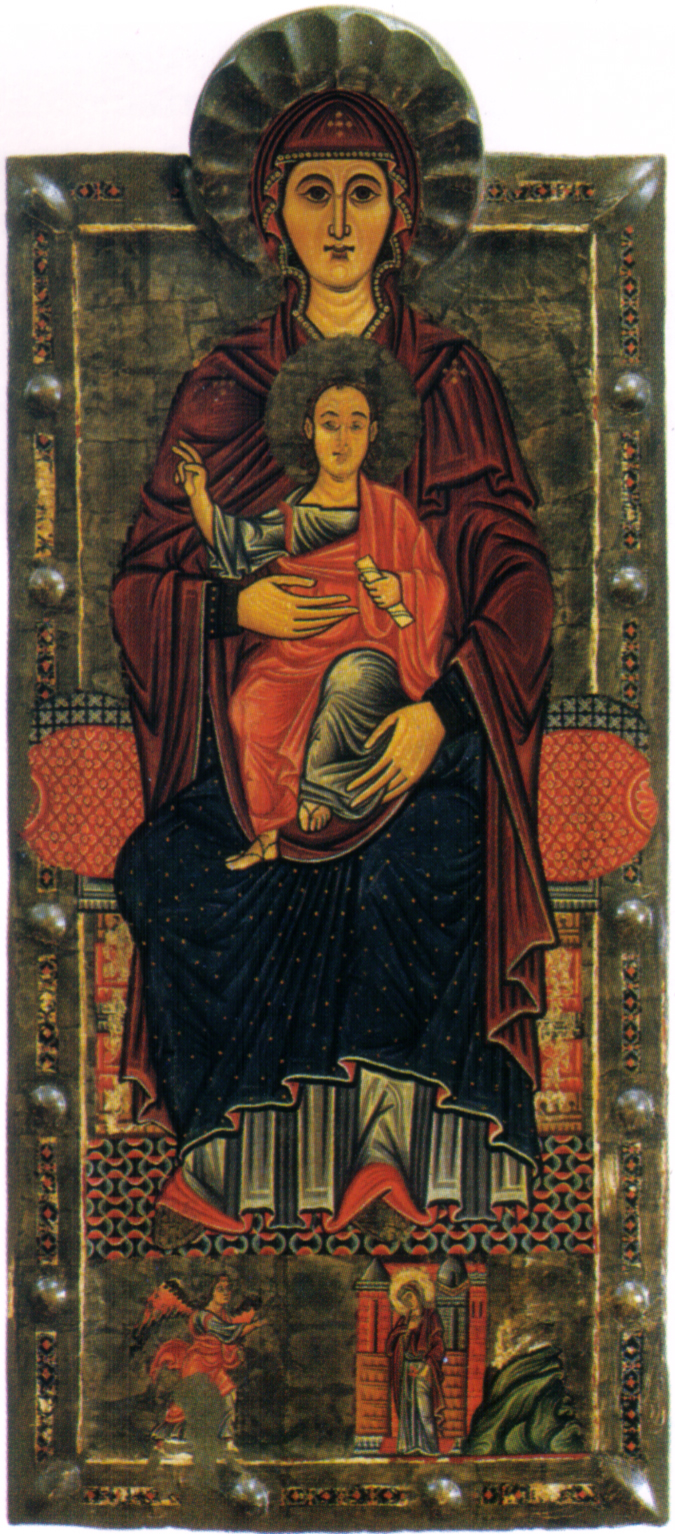
Madona z Casale, kolem 1250
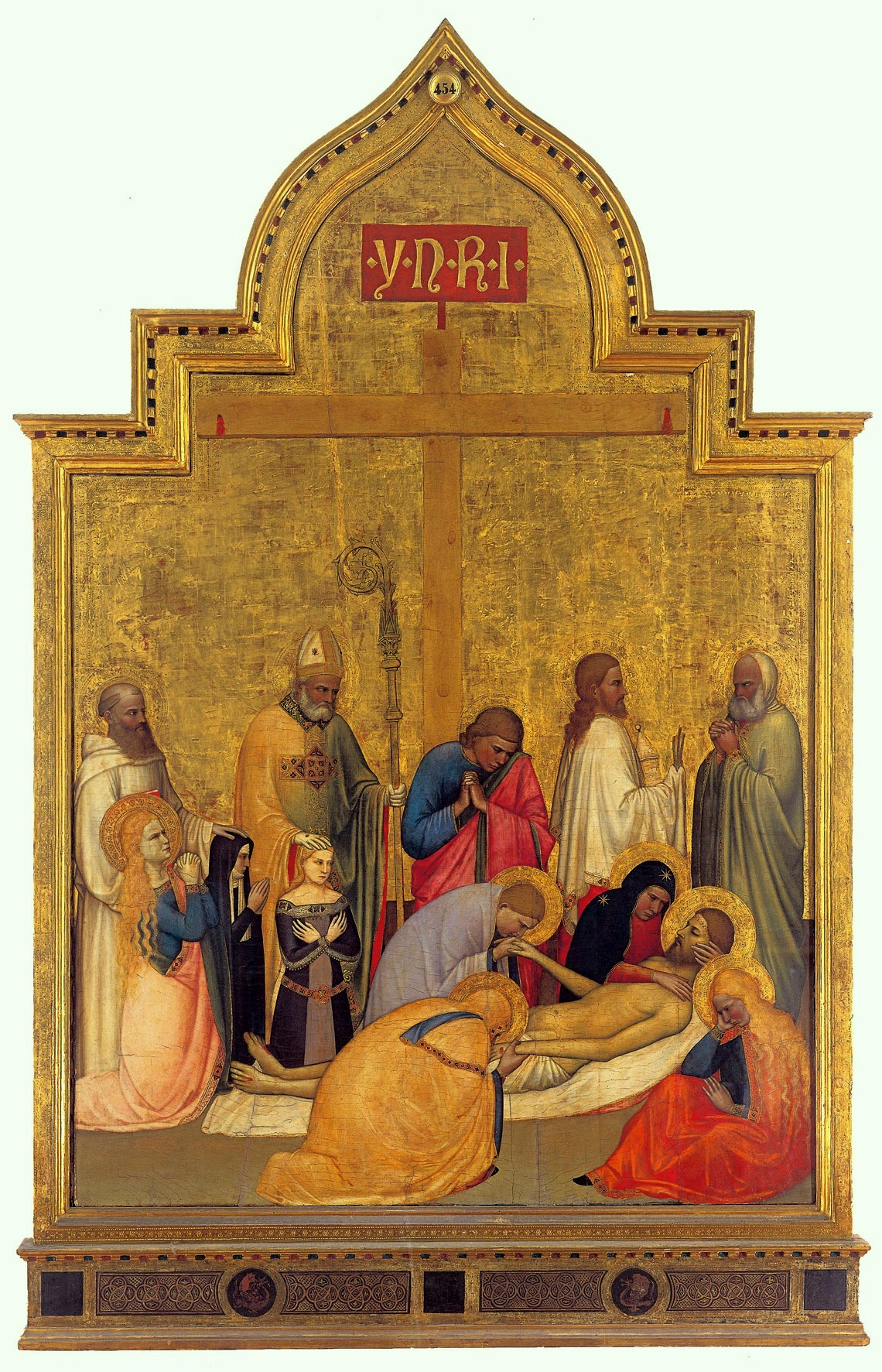
Pieta, Giottova škola
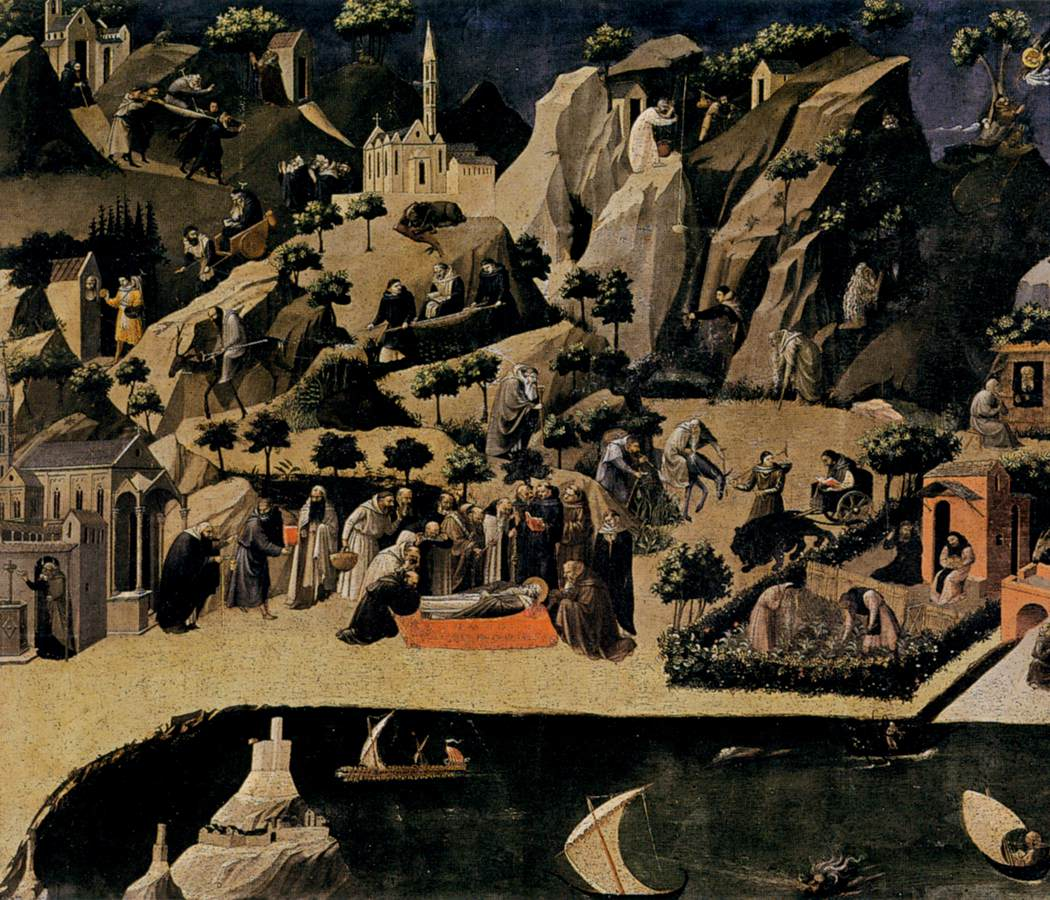
Fra Angelico, Thebaida s poustevníky, kolem 1420
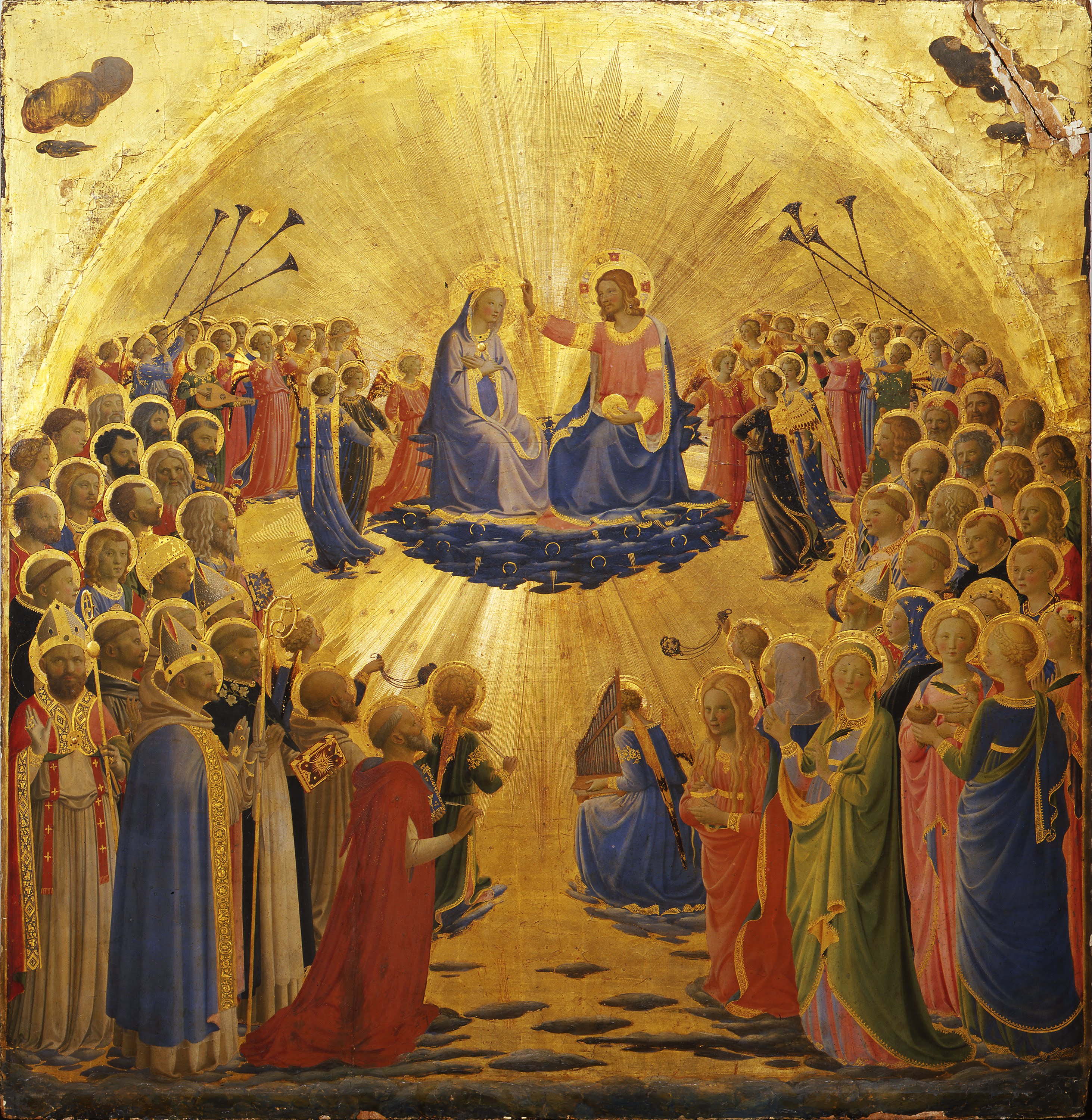
Fra Angelico, Korunování P. Marie, 1435
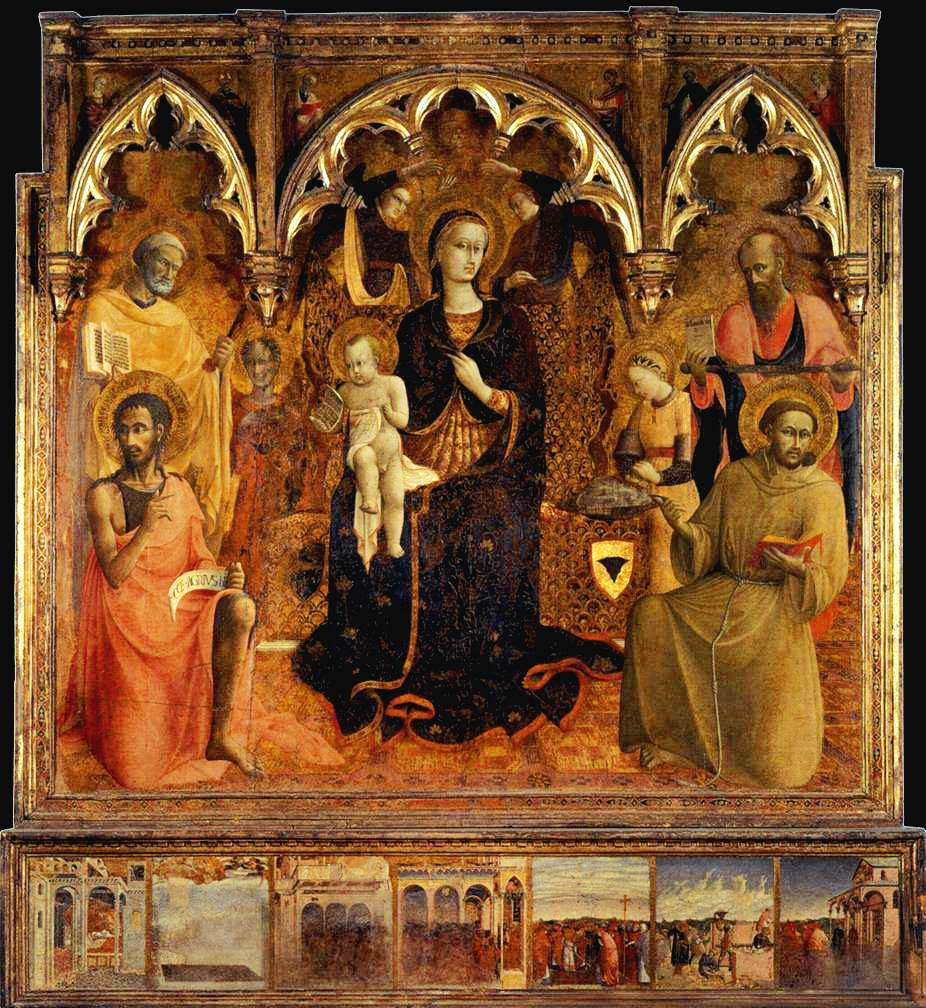
P. Marie mezi světci, kolem 1431
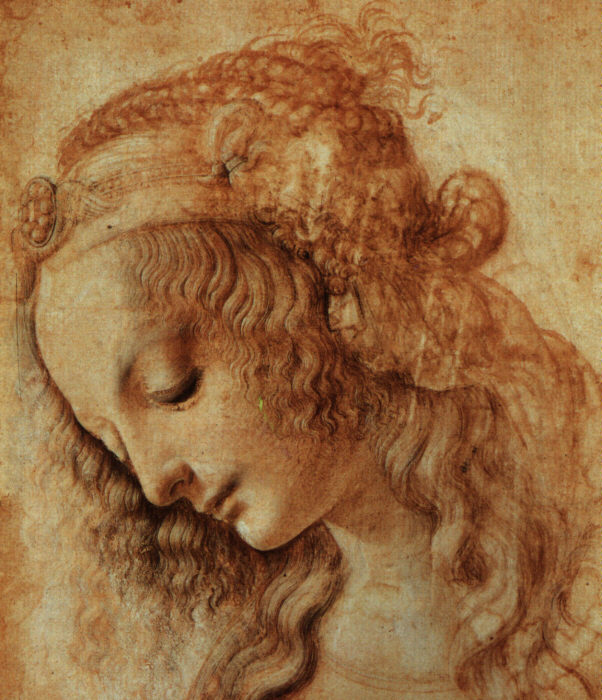
Leonardo da Vinci, Hlava ženy, 1475-1480
Sandro Botticelli, Zrození Venuše, 1485
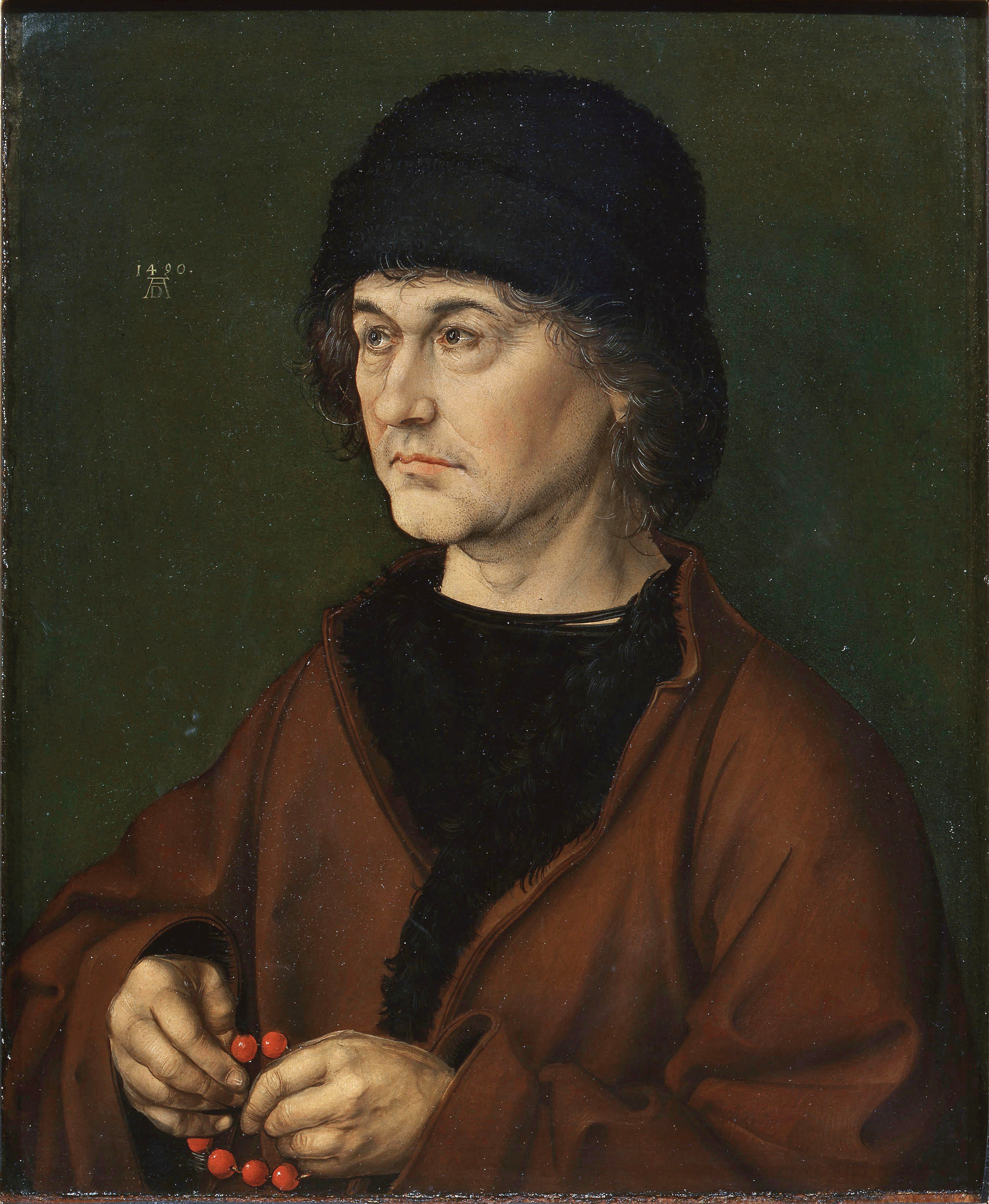
Albrecht Dürer, Portrét otce, 1490
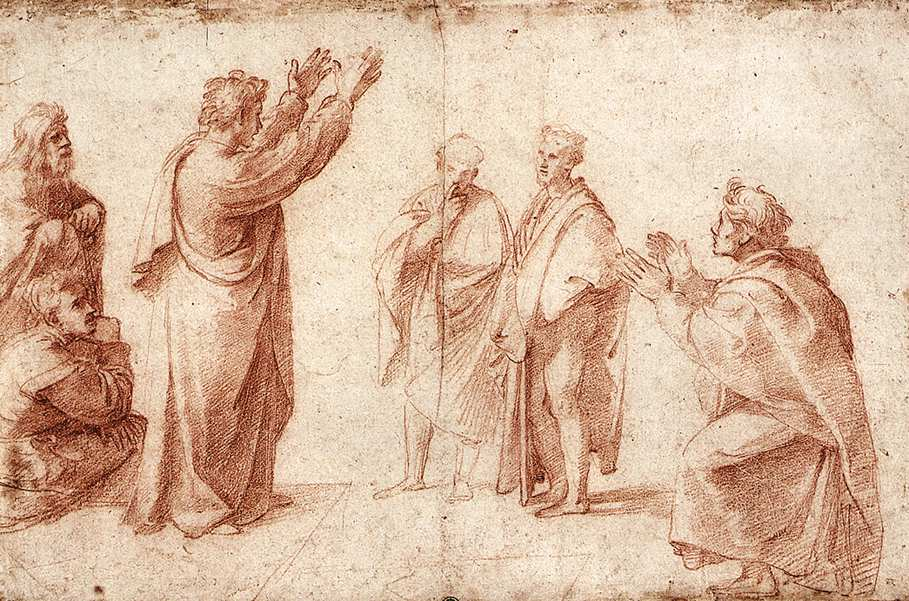
Raffael Santi, Sv. Pavel v Athénách, 1515
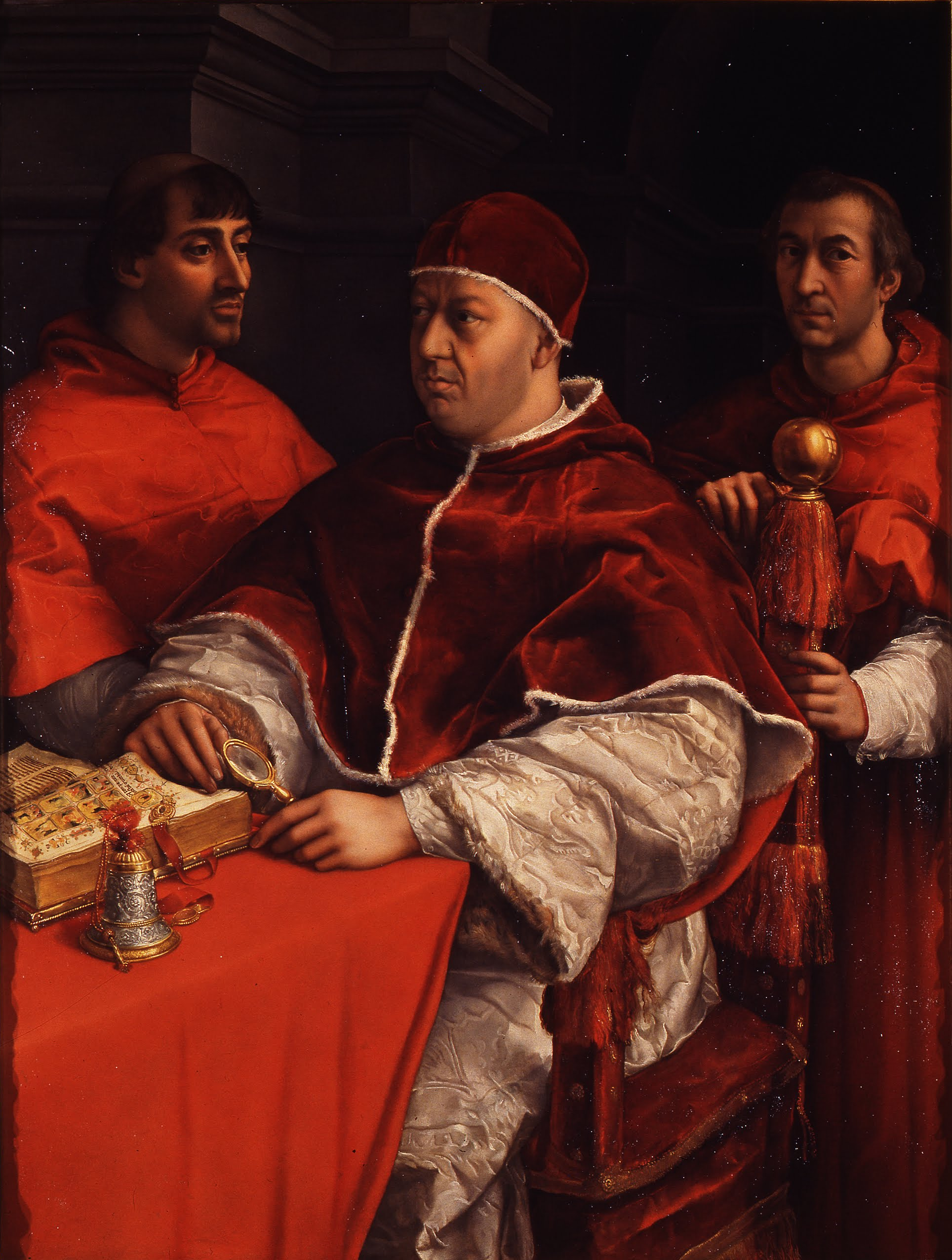
Raffael Santi, Papež Lev X. s kardinály, 1518
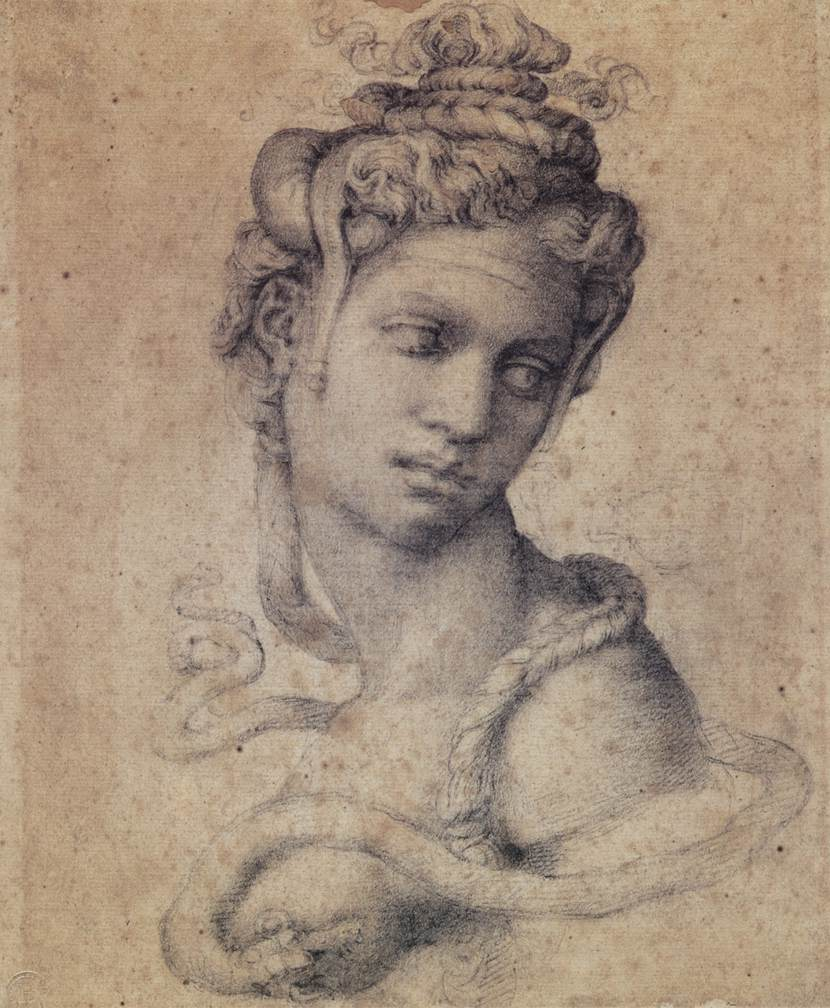
Michelangelo Buonarroti, Kleopatra, 1533
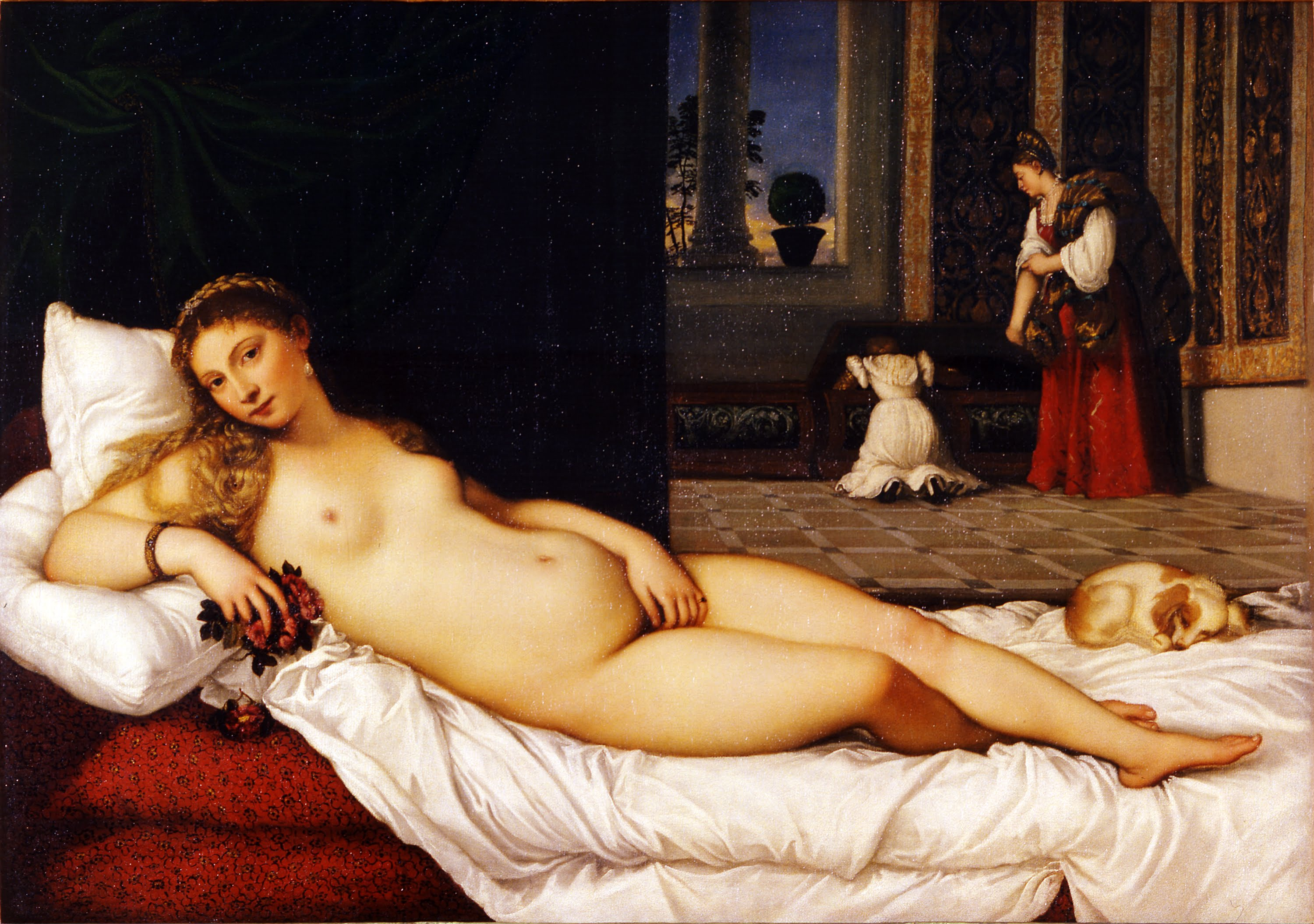
Tizian, Urbinská Venuše, 1538
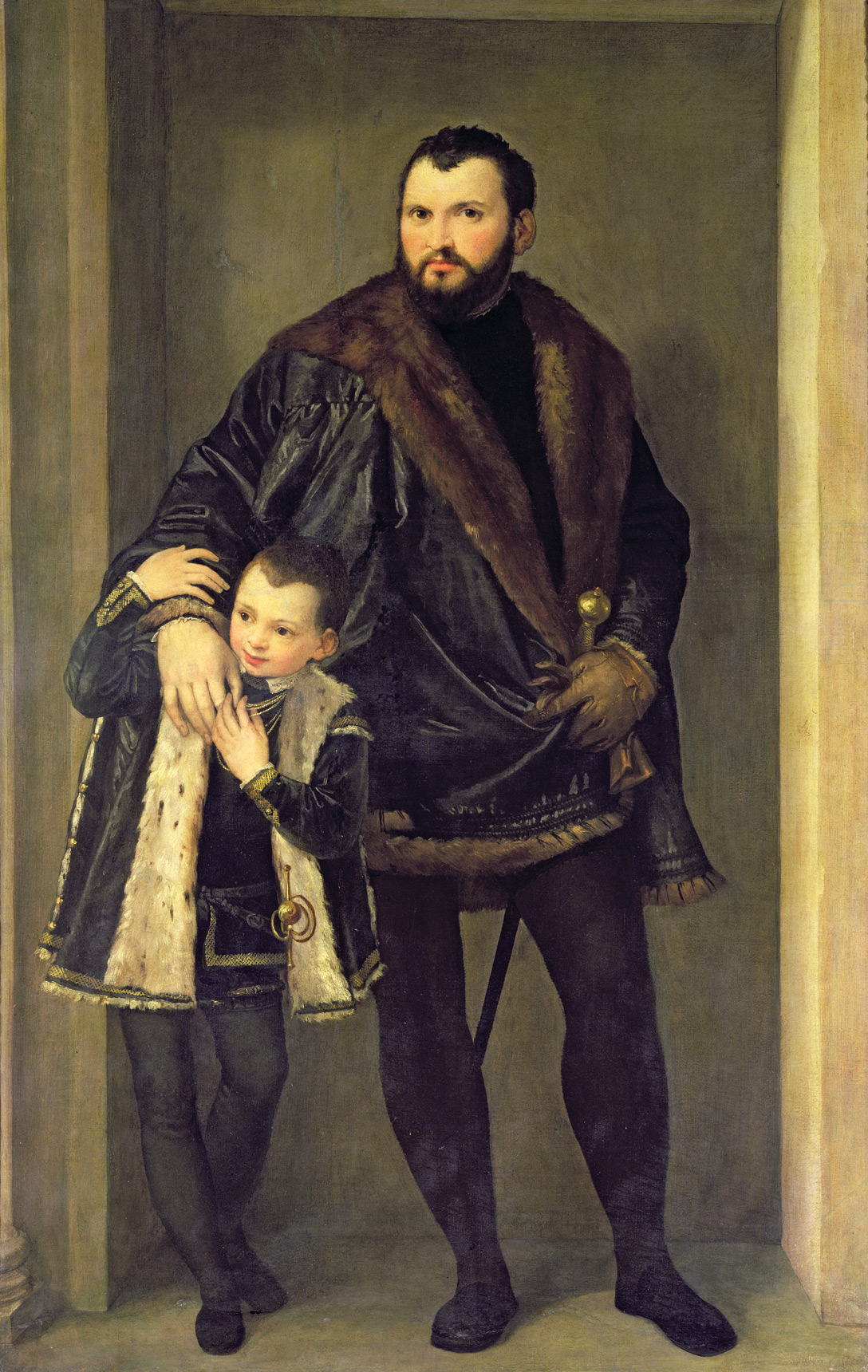
Paolo Veronese, Iseppo da Porto, 1556
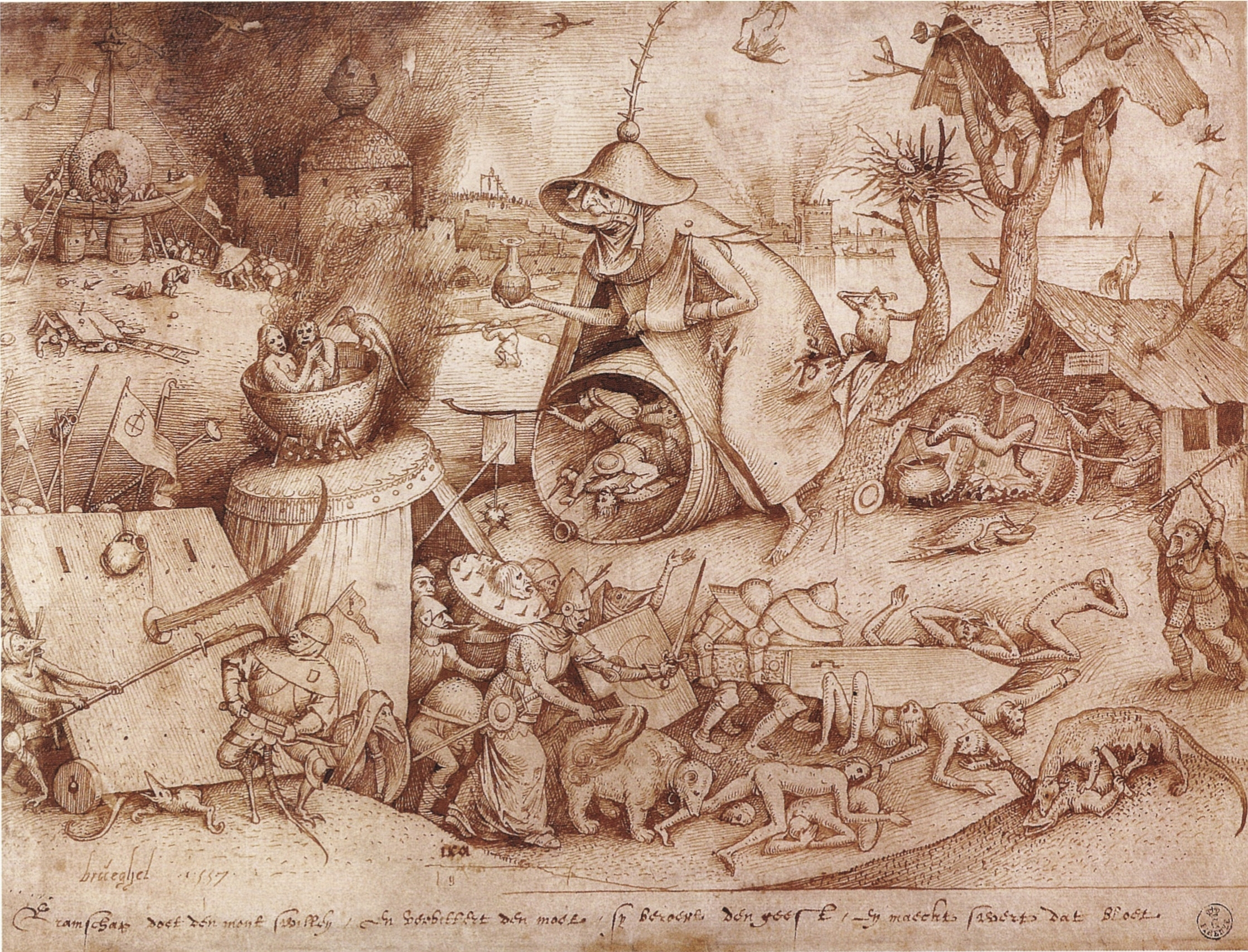
Pieter Brueghel, Hněv, 1557
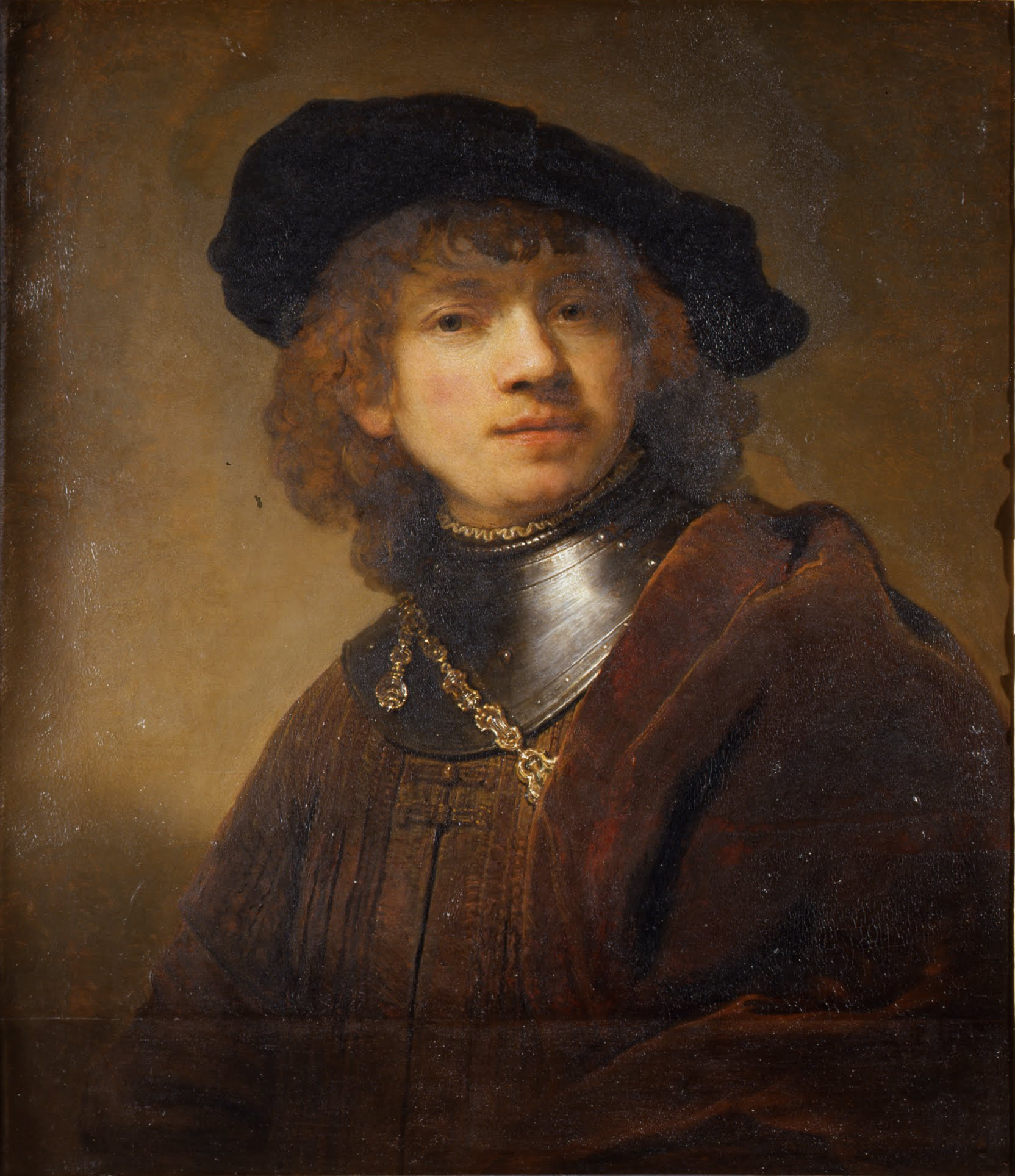
Rembrandt, Portrét mladíka, 1639